# Lutetia (Schiff)
Die Lutetia war ein 1913 in Dienst gestellter Passagierdampfer der französischen Reederei Compagnie de Navigation Sud-Atlantique. Während des Ersten Weltkriegs diente sie als Truppentransporter für die französische Marine. 1937 wurde sie außer Dienst gestellt und im Jahr darauf in Schottland abgewrackt.

## Das Schiff

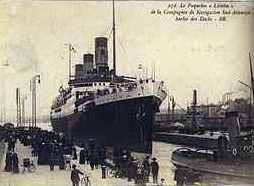
Die Lutetia am 7. Dezember 1922

1912 wurde auf der Schiffswerft Chantiers de Penhoët in Saint-Nazaire ein neues Passagierschiff auf Kiel gelegt. Die 14.783 Bruttoregistertonnen (BRT) große Lutetia wurde für die 1910 gegründete französische Reederei  Compagnie de Navigation Sud-Atlantique mit Sitz in Bordeaux gebaut, um mit anderen Schiffen der Konkurrenz, hauptsächlich der Compagnie Générale Transatlantique, mithalten zu können. Sie wurde nach dem antiken Namen der Stadt Paris benannt.
Am 13. März 1913 lief der 176,5 Meter lange und 19,5 Meter breite Dampfer vom Stapel. Er hatte zwei Dampfturbinen und acht Dampfkessel; die Höchstgeschwindigkeit lag bei 20,5 Knoten. An Bord war Platz für insgesamt 1000 Passagiere. Die Lutetia, die mit zwei Masten, drei Schornsteinen und vier Propellern ausgestattet war, wurde im Oktober 1913 fertiggestellt. Sie war das Schwesterschiff der Gallia (14.966 BRT), die auf der Werft Forges et Chantiers de la Méditerranée in La Seyne-sur-Mer bei Toulon gebaut wurde. Die beiden Schiffe waren die bis dahin größten Überseedampfer ihrer Reederei. Sie wurden für den Passagier- und Postservice von Frankreich nach Brasilien und Argentinien gebaut. An der Innenausstattung der Lutetia wirkte der französische Maler François de Marliave (1874–1953) mit.

## Geschichte
Am 19. Mai 1914 gegen 18.00 Uhr lief die Lutetia in Lissabon nach Rio de Janeiro mit Zwischenhalt in Las Palmas de Gran Canaria aus und legte am 29. Mai 1914 gegen 12.00 Uhr nach neun Tagen und 18 Stunden in Rio an. Am 1. Juni 1914 gegen 17.00 Uhr erreichte sie Buenos Aires. Die Dienstzeit der Lutetia als ziviles Handelsschiff war sehr begrenzt, da im darauf folgenden Monat der Erste Weltkrieg ausbrach. Nach einem Zwischenspiel als Lazarettschiff wurde sie am 19. März 1915 von der französischen Marine requiriert und in einen bewaffneten Hilfskreuzer umgewandelt. Zu ihrer Verteidigung wurde sie mit 75-mm und 90-mm-Kanonen ausgestattet. Im Mai 1915 brachte sie französische Truppen an der Halbinsel Gallipoli an Land. Im Oktober 1916 beförderte sie russische Soldaten nach Thessaloniki.
Am 13. Oktober 1917 wurde die Lutetia aus dem Kriegsdienst entlassen und wurde danach wieder im zivilen Passagierverkehr eingesetzt. 1937 wurde das 24 Jahre alte Schiff außer Dienst gestellt. Am 12. Januar 1938 traf es in der englischen Hafenstadt Blyth zum Abwracken ein.